# Mecranium acuminatum
Mecranium acuminatum är en tvåhjärtbladig växtart som först beskrevs av Dc., och fick sitt nu gällande namn av James Dan Skean. Mecranium acuminatum ingår i släktet Mecranium och familjen Melastomataceae. Inga underarter finns listade i Catalogue of Life.